# Sabri Sarıoğlu
Sabri Sarıoğlu, född 26 juli 1984 i Samsun, är en före detta turkisk fotbollsspelare (mittfältare) som spelade från år 2003 för Galatasaray och tidigare i det turkiska landslaget.
Sarıoğlu blev i september 2011 utnämnd till lagkapten för Galatasaray, då den tidigare lagkaptenen Arda Turan lämnade för Atlético Madrid.